# Tuxer Joch
Das Tuxer Joch ist ein Gebirgspass an der Grenze zwischen den Tuxer Alpen im Norden und den Zillertaler Alpen im Süden. Das Joch liegt auf einer Höhe von 2338 m ü. A. und verbindet das Zillertal mit dem Wipptal wenig nördlich des Brennerpasses. Nordöstlich unterhalb der Passhöhe liegt das Tuxerjochhaus.

## Geschichte
Über das Tuxer Joch führt ein in früheren Zeiten häufig begangener Saumweg vom Brenner ins Zillertal hinein. Bereits den prähistorischen Menschen war das Joch bekannt, Funde von Geräten aus Hornstein und südalpinem Feuerstein zeugen von einer Begehung des Tuxer Joches durch den Steinzeitmenschen. Aus der mittleren Bronzezeit wurde eine Schmucknadel am Pass gefunden. Viehherden zogen über das Joch, genauso wie Bauern und kleine Händler mit lokalen Produkten. Zuweilen zogen aber auch Trauerzüge über das Joch, denn da die Ortschaft Tux einst zur Gemeinde Schmirn auf der anderen Seite des Joches gehörte, mussten auch die Toten dorthin geschafft werden. Später wurde diese kirchenrechtliche Einteilung zwar abgeändert, die weltliche Verwaltung wurde aber erst im Jahre 1926 geändert. Mittlerweile war das Tuxer Tal längst zum Zillertal orientiert, mit dem es zwischenzeitlich über eine Fahrstraße verbunden wurde. So verlor auch das Tuxer Joch seit dem 19. Jahrhundert seine Bedeutung für den lokalen Verkehr und dient seither nur noch als Übergang für Wanderer.
Ab 1939 bestand ein Plan zum Bau einer Touristenstraße über das Tuxer Joch, sogar ein vollständiges Projekt wurde ausgearbeitet. Allein touristischen Zwecken diente dieses Projekt nicht, denn für die deutsche Wehrmacht besaß eine Seitenstraße zum Brennerpass eine erhebliche militärisch-strategische Bedeutung.